# Epitafium obrazowe

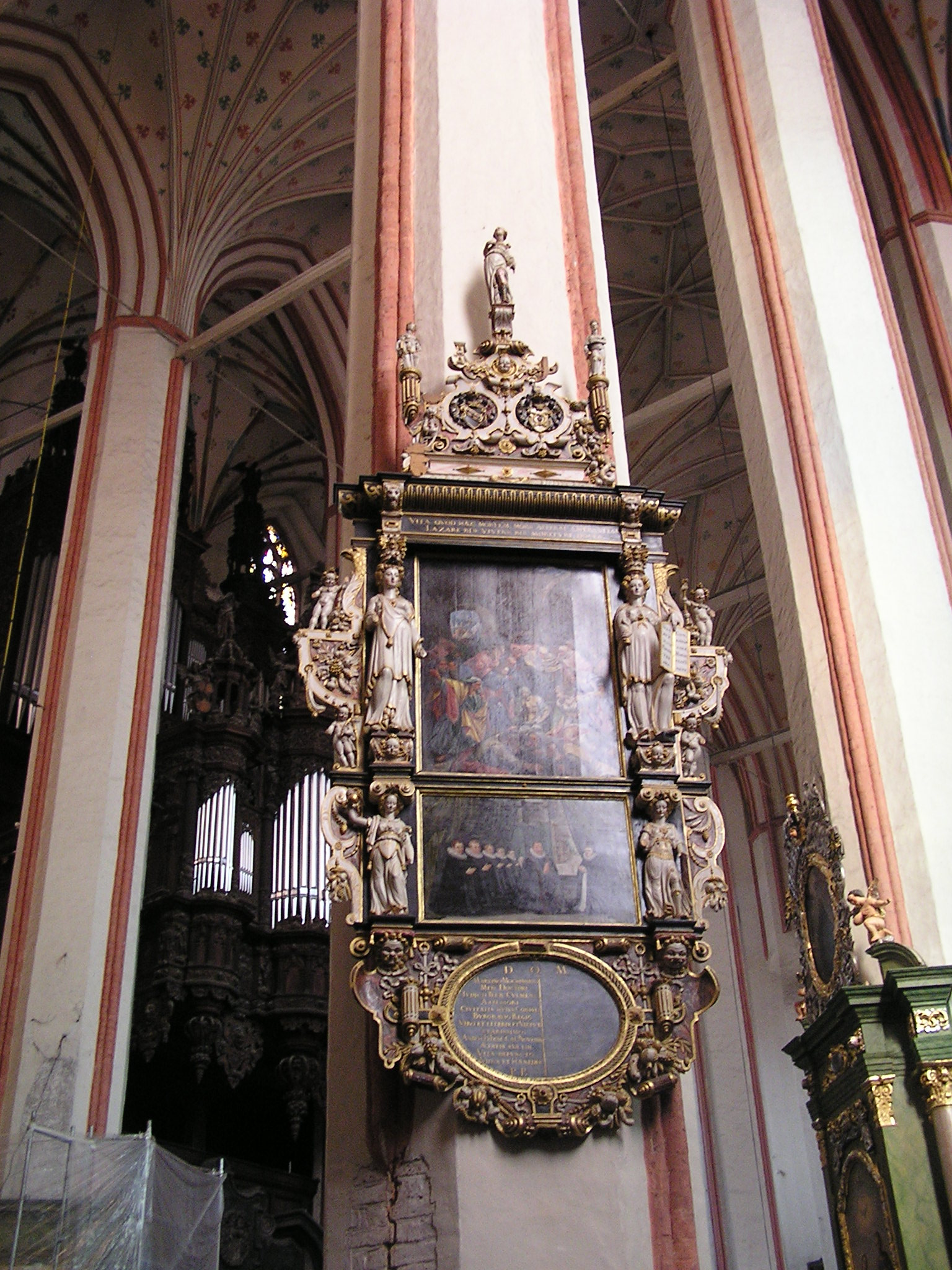
Epitafium rodziny Mochingerów w kościele NMP w Toruniu kon. XVI w.

Epitafium obrazowe (z niem. Bildepitaph) – pomnik czci zmarłego lub zmarłych (np. rodziny), umieszczony zwykle nie w miejscu pochówku, lecz w innym miejscu związanym z daną osobą, najczęściej w kościele, na ścianie lub filarze. Składa się z płyty z napisem – właściwego epitafium, oraz obrazu lub obrazów, najczęściej malowanych lub rzeźbionych, rzadziej wykonanych w innych technikach artystycznych. Epitafium obrazowe ukazuje zwykle portret zmarłego lub zmarłych, czasem w towarzystwie jego świętego patrona lub patronów. Ponadto epitafium zawiera często obraz religijny o charakterze dewocyjnym, narracyjnym lub reprezentacyjnym — w zależności od czasu powstania i wyznania upamiętnionych osób. Epitafium obrazowe może być wzbogacone o dodatkowe elementy — napisy (np. cytaty biblijne, dewizy), przedstawienia i postacie alegoryczne, herby itp.